# Frank Howard (homme politique canadien)
Pour les articles homonymes, voir Frank Howard et Howard.
Frank Howard (26 avril 1925-15 mars 2011) est un homme politique canadien de la Colombie-Britannique. Il est député fédéral social-démocrate et néo-démocrate de la circonscription britanno-colombienne de Skeena de 1957 à 1974.
Il est également député provincial néo-démocrate de la circonscription britanno-colombienne de Skeena de 1953 à 1956 et de 1979 à 1986.

## Biographie
Né à Kimberley en Colombie-Britannique, Howard travaille comme bûcheron et organisateur syndical.
Élu à l'Assemblée législative de la Colombie-Britannique en 1953, il est défait en 1956.
Élu sur la scène fédérale en 1957, il siège d'abord à la Chambre des communes du Canada en tant que député social-démocrate (CCF) et ensuite néo-démocrate (NPD). Au parlement, il s'applique avec son collègue, Arnold Peters, a réformer les lois sur le divorce et a réformer le système carcéral. Il travaille aussi à accorder le plein droit de vote aux membres des Premières Nations.
Candidat à la course à la direction (en) néo-démocrate de 1971, il termine dernier sur les cinq candidats de la course qui voit l'élection de David Lewis.
Défait en 1974, il retourne en politique provincial à la faveur de l'élection provinciale de 1979. Il demeure en poste jusqu'en 1986.
Howard publie une autobiographie nommée From Prison to Parliament en 2003. Le titre réfère à sa jeunesse troublée alors qu'il est reconnu coupable de vol à main armée et purge ensuite une sentence de 20 mois d'emprisonnement dans une prison fédérale.
Howard meurt en mars 2011 à l'âge de 85 ans,.

## Archives
Le fonds d'archives Frank Howard est disponible à Bibliothèque et Archives Canada sous le numéro de référence R3507.